# On a volé les perles Koronoff
Pour plus de détails, voir Fiche technique et Distribution.
On a volé les perles Koronoff (titre original : Whipsaw) est un film américain de Sam Wood, sorti en 1935.

## Synopsis
Un groupe de voleurs, composé d'une femme Vivian Palmer et de deux hommes Ed et Harry pille des bijouteries à Paris. Ross McBride, un agent du gouvernement américain tombe sur Vivian qui essayait de fuir le pays avec le butin et ses acolytes. Les deux protagonistes s'éprennent l'un de l'autre. Ross McBride apprend la vérité sur Vivian Palmer. Il l'arrête

## Fiche technique
- Titre : On a volé les perles Koronoff
- Titre original : Whipsaw
- Réalisation : Sam Wood
- Scénario : Howard Emmett Rogers d'après l'histoire The Whipsaw de James Edward Grant
- Production : Harry Rapf et Sam Wood
- Société de production : Metro-Goldwyn-Mayer
- Musique : William Axt et Edward Ward (non crédité)
- Photographie : James Wong Howe
- Montage : Basil Wrangell (de)
- Direction artistique : Cedric Gibbons
- Costumes : Dolly Tree
- Pays de production : États-Unis
- Format : Noir et blanc - Son : Mono (Western Electric Sound System)
- Genre : Comédie policière
- Durée : 82 minutes
- Langue : Anglais
- Date de sortie : 
  - États-Unis : 6 décembre 1935 première
  - États-Unis : 18 décembre 1935
  - France : 24 juin 1936

## Distribution
- Myrna Loy : Vivian Palmer

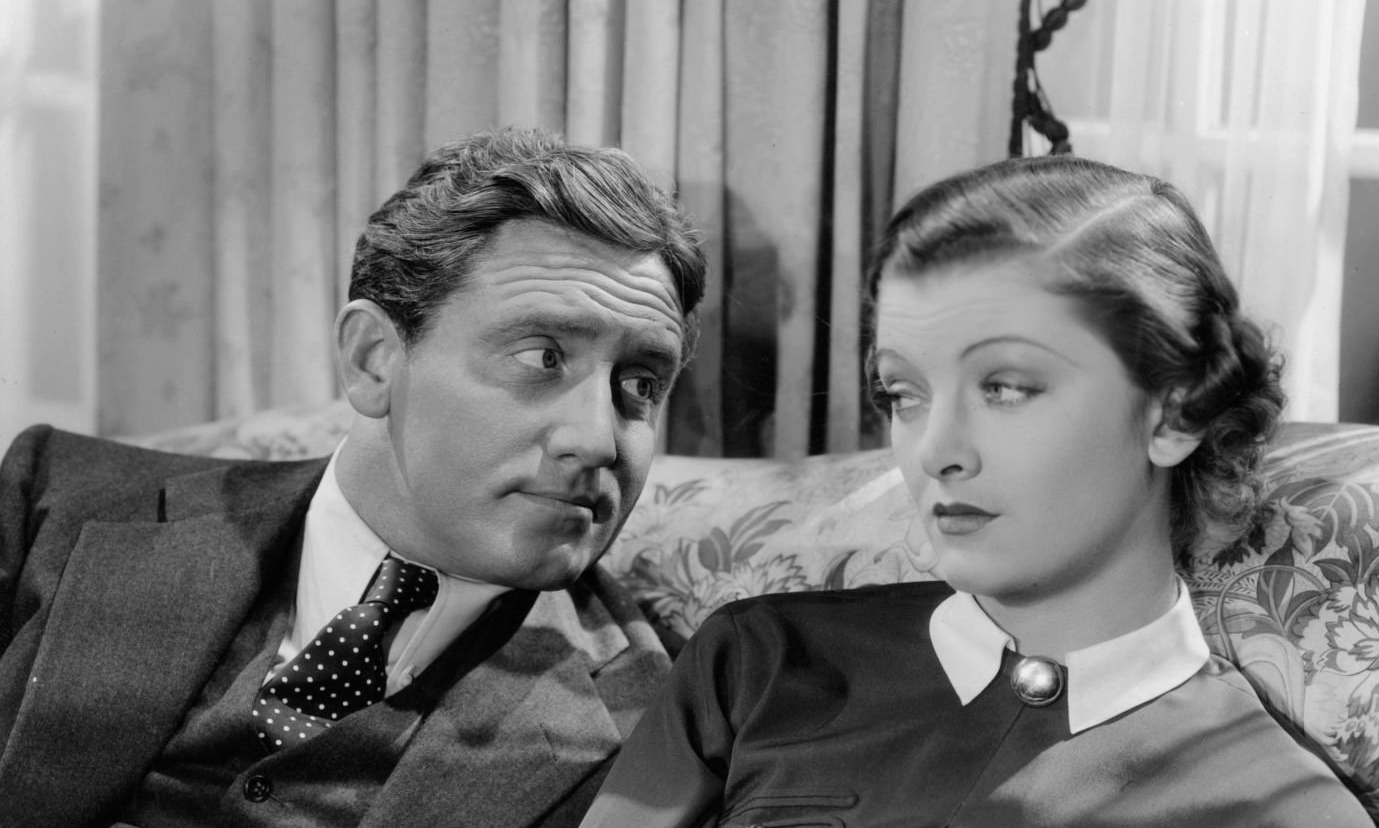
Spencer Tracy et Myrna Loy dans une scène du film.

- Spencer Tracy : Ross 'Mac' McBride/Danny Ross Ackerman
- Harvey Stephens : Ed Dexter
- William Harrigan : 'Doc' Evans
- Clay Clement : Harry Ames
- Robert Gleckler : Steve Arnold
- Robert Warwick : Robert W. Wadsworth
- Georges Renavent : Monetta
- Paul Stanton : Chef Hughes du ministère de la Justice
- Wade Boteler : Détective Humphries
- Don Rowan : Curley
- John Qualen : Will Dabson
- Irene Franklin : Madame Marie
- Lillian Leighton : Tante Jane
- J. Anthony Hughes : L'agent du ministère de la Justice
- William Ingersoll : Dr. Williams
- Charles Irwin : Larry King

Et, parmi les acteurs non crédités :
- Howard C. Hickman : Employé d'hôtel
- Charles Trowbridge : Le docteur de Ross

## Critiques
Selon un article de Frank S. Nugent paru le 25 janvier 1936, paru dans The New York Times : "Combinant une romance tranquille avec les détails de la vie aventureuse des G-Men, ce film est à la fois un mélodrame efficace et une histoire d'amour agréable...Myrna Loy et Spencer Tracy démontrent à nouveau qu'ils font partie des acteurs les plus intéressants de l'écran, et ils sont magnifiquement portés par le reste de la distribution."

## Autour du film
- Initialement le film fut conçu pour le duo Myrna Loy et William Powell. Spencer Tracy fut appelé à la suite d'une indisponibilité de l'acteur[2].

- À l'origine, le titre de ce film était Unexpected Bride[3].

- Ce film réunissait pour la première fois Loy et Tracy à l'écran[4].

- Dates de tournage : du 22 octobre au 20 novembre 1935. Scènes additionnelles tournées fin novembre de la même année[5].

- Dans une scène, Myrna Loy était apparue sans maquillage, les cheveux hirsutes. Une histoire de vengeance de certaines personnes, en raison d'un conflit qui avait opposé l'actrice et la MGM pour une histoire de salaire. Finalement la scène fut retirée du montage[6].

- Le film engrangea un profit de 574 000 dollars aux Etats-Unis et au Canada, et 391 000 dollars dans le reste du monde pour un investissement de 404 000 dollars[7].

## Une romance à l'écran et en dehors

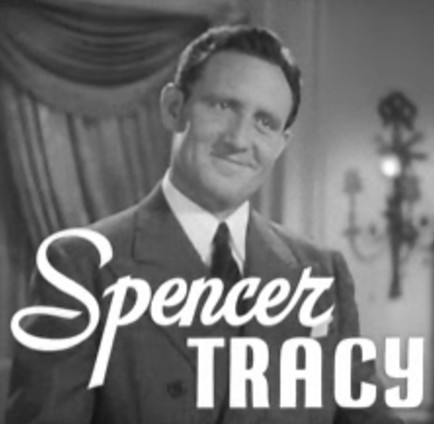
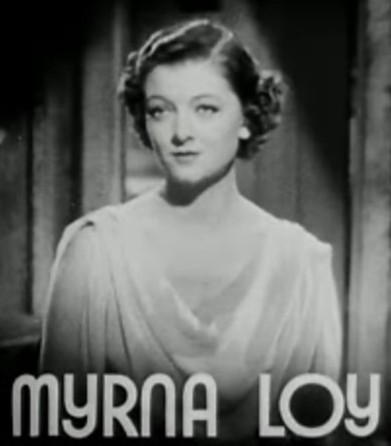

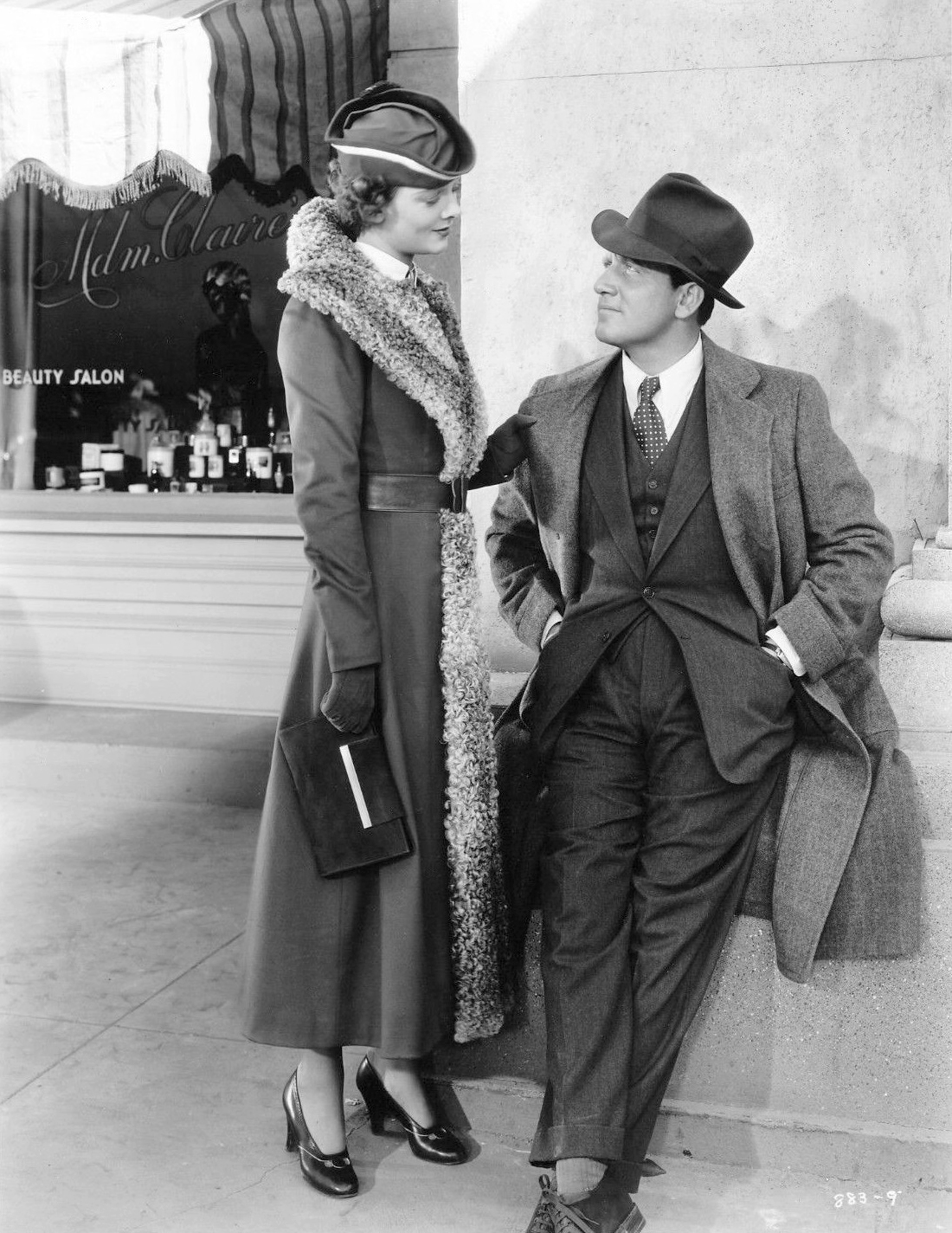
Loin des tabloïds, Myrna Loy et Spencer Tracy vivent en ville une liaison passionnée.

Prolongeant l'histoire d'amour entre leurs personnages respectifs à l'écran, Myrna Loy et Spencer Tracy ont eu une liaison pendant le tournage du film, dans le plus grand secret. Tracy qui était tombé amoureux de l'actrice s'était mis à la courtiser, cherchant à la voir à tout prix en dehors du tournage. Elle résista longuement mais finit par céder à ses avances et s'engager dans une relation amoureuse jusqu'à la fin du tournage avant de reprendre un an plus tard dans le film suivant Une fine mouche . Comme avec Loretta Young Spencer Tracy éprouva le désir d'épouser Myrna Loy avant de renoncer, comme il le fera par la suite avec Joan Crawford, Ingrid Bergman et Gene Tierney. Bien que confrontée à son alcoolisme, son caractère rude et ses sautes d'humeur  Myrna Loy recevra clandestinement la visite de son amant pendant le tournage de certains films. Le couple réussit à cacher habilement leur liaison pendant de longues années (sachant que cela aurait pu nuire à Myrna Loy qui jouissait d'une bonne réputation concernant sa vie personnelle) jusqu'à la révélation après leur mort,.